# Himantura fluviatilis
La pastinaca del Gange (Himantura fluviatilis) è una specie poco conosciuta di pastinaca della famiglia dei Dasiatidi, apparentemente endemica del bacino del Gange e delle acque marine nei pressi della sua foce. Con le pinne pettorali ovali ed un lungo muso prominente, ricorda moltissimo la pastinaca d'acqua dolce gigante (H. chaophraya) del Sud-est asiatico e dell'Australia settentrionale, tanto che alcuni la considerano solo una particolare forma di quest'ultima. Può raggiungere una larghezza di 1,4 metri, ha il dorso di colore scuro uniforme, il ventre più chiaro e delle larghe fasce scure sui margini del disco laterale. L'Unione Internazionale per la Conservazione della Natura (IUCN) classifica questa specie tra gli animali in pericolo di estinzione, essendo minacciata dalla sovrapesca e dal degrado dell'ambiente in cui vive, situato all'interno di una regione molto popolata.

## Tassonomia
Nel 1822 il medico, geografo e naturalista scozzese Francis Buchanan-Hamilton, descrivendo i pesci del Gange, fece riferimento a una specie di pastinaca d'acqua dolce che chiamò Raia fluviatilis. Tuttavia, rinviò la sua descrizione fino a quando non si fosse impossessato di una raffigurazione dell'animale, opportunità che non ebbe mai; nei suoi appunti, quindi, annotò solamente che questa pastinaca «assomiglia moltissimo a Raia lymma [=Taeniura lymma] [e] ha le stesse abitudini di Raia aquila [=Myliobatis aquila]». Autori successivi hanno in seguito parlato di questa specie chiamandola sia Trygon fluviatilis che Himantura fluviatilis, sottolineando che il nome non aveva validità certa a causa delle lacune nella descrizione fatta da Hamilton. La pastinaca del Gange appartiene allo stesso genere di H. chaophraya; secondo alcuni si tratterebbe perfino della stessa specie, ma la questione verrà risolta solo quando sarà disponibile un esemplare da esaminare.

## Distribuzione
Hamilton scrisse che la pastinaca del Gange era comune in tutto il bacino del Gange, dal delta fino all'area di Kanpur, a 1600 km dal fronte di marea più vicino. Autori successivi hanno riscontrato la sua presenza nelle baie poco profonde del golfo del Bengala, al largo di Madras, a profondità di 37-55 metri. Questa pastinaca è probabilmente isolata da tutte le altre specie simili del Sud-est asiatico.

## Descrizione
La pastinaca del Gange ha un disco pettorale molto sottile, di forma ovale, leggermente più largo che lungo, con margini laterali arrotondati. Il muso termina con un'estremità appuntita e si protende parecchio dal disco centrale, per una distanza pari al doppio di quella tra i due occhi, che sono molto piccoli. La coda è a forma di frusta ed è lunga meno del doppio della lunghezza del disco. L'intera superficie dorsale, a eccezione delle pinne pelviche, è ricoperta da denticelli dermici che si fanno più grandi sulla testa. Anche alcuni denticelli sulla parte posteriore del corpo sono piuttosto grandi, tanto da assomigliare a spine appuntite. Grandi aree del ventre sono ricoperte da denticelli piccolissimi. La colorazione è grigio violacea uniforme sul dorso, più scura verso i margini del disco, e chiara sul ventre; fasce scure irregolari si estendono lungo i margini laterali. È una specie piuttosto grande e può raggiungere una larghezza di almeno 1,4 metri.

## Biologia
Non sappiamo quasi nulla sulla storia naturale della pastinaca del Gange. Probabilmente è ovovivipara come gli altri membri del suo ordine.

## Interazioni con l'uomo
Solo pochissimi esemplari di pastinaca del Gange sono stati descritti e nessuno di essi è giunto fino ai nostri giorni. Hamilton annotò che questa pastinaca si trovava spesso in vendita sui mercati di Kanpur e che la sua coda poteva infliggere «ferite molto pericolose». Probabilmente continua ad essere pescata accidentalmente in tutto il suo areale. L'Unione Internazionale per la Conservazione della Natura (IUCN) classifica questa specie tra gli animali in pericolo di estinzione: il suo areale ristretto, situato in una zona molto popolata, la rende piuttosto suscettibile alla sovrapesca e al degrado dell'habitat. Il governo indiano ne proibisce la pesca dal 1972.